# Campo di Gibilterra
Campo di Gibilterra (nome ufficiale, in spagnolo, Comarca de Campo de Gibraltar) è una comarca della Spagna, situata nella provincia di Cadice, in Andalusia.